# Liste der Baudenkmäler in Erlenbach am Main
Auf dieser Seite sind die Baudenkmäler in der unterfränkischen Stadt Erlenbach am Main zusammengestellt. Diese Tabelle ist eine Teilliste der Liste der Baudenkmäler in Bayern. Grundlage ist die Bayerische Denkmalliste, die auf Basis des Bayerischen Denkmalschutzgesetzes vom 1. Oktober 1973 erstmals erstellt wurde und seither durch das Bayerische Landesamt für Denkmalpflege geführt wird. Die folgenden Angaben ersetzen nicht die rechtsverbindliche Auskunft der Denkmalschutzbehörde.
 Diese Liste gibt den Fortschreibungsstand vom 16. April 2020 wieder und enthält 26 Baudenkmäler.
In dieser Kartenansicht sind Baudenkmäler ohne Koordinaten mit einem roten bzw. orangen Marker dargestellt und können in der Karte gesetzt werden. Baudenkmäler ohne Bild sind mit einem blauen bzw. roten Marker gekennzeichnet, Baudenkmäler mit Bild mit einem grünen bzw. orangen Marker.

## Baudenkmäler nach Gemeindeteilen

### Erlenbach am Main
| Lage                                      | Objekt                                     | Beschreibung | Akten-Nr.              | Bild              |
| ----------------------------------------- | ------------------------------------------ | --- | ---------------------- | ----------------- |
| Beim roten Bildstock (Standort)           | Bildstock                                  | Pfeiler, Sandstein, 19. Jahrhundert, mit Figur, 'Guter Hirte', Sandstein, 1973 | D-6-76-122-13 Wikidata | Bildstock         |
| Hauptstraße (Standort)                    | Bildstock                                  | geschwungener Tischsockel und Pfeiler mit Reliefaufsatz 'Hl. Antonius mit Kind' sowie Bekrönung mit Cherub, eingeritzte Hochwassermarken, grauer und roter Sandstein, Ende 17. Jahrhundert | D-6-76-122-8 Wikidata  | Bildstock         |
| Hauptstraße 49 (Standort)                 | Hoheitszeichen                             | Kreuz mit Hahn, Schwert und Handschuh als Zeichen der Gerichtsbarkeit, Schmiedeeisen, 1908 | D-6-76-122-4 Wikidata  | Hoheitszeichen    |
| Hauptstraße 64; Hauptstraße 66 (Standort) | Katholische Pfarrkirche St. Peter und Paul | zweischiffige Staffelhalle mit Satteldach und Zwerchgiebeln entlang des Seitenschiffes, seitlichen Turm auf quadratischen Grundriss mit hohem verschiefertem Spitzhelm und Zwerchgiebeln, im Unterbaun spätgotisch, 1499, Betonung der Asymmetrie durch achteckigen Treppenturm mit Zeltdach neben der Giebelfassade, reiche Fassadengliederung durch umlaufende Strebepfeiler und verputztes Mauerwerk mit farblich abgesetzten Sandsteinkanten und - rahmungen, neugotisch, 1907, anstelle des ehem. Chores Erweiterungsbau in Form eines hohen Zentralbaus auf gestrecktem siebeneckigem Grundriss mit verschiefertem Kreuzdach, Stahlbeton mit Sandsteinverblendung und Lichtbändern, 1964; mit Ausstattung | D-6-76-122-1 Wikidata  | weitere Bilder    |
| Hauptstraße 64; Hauptstraße 66 (Standort) | Friedhofsmauer                             | unverputzter Sandstein, 1595 und 1. Hälfte 18. Jahrhundert mit angebrachten Grabsteinen, 17. /18. Jahrhundert | D-6-76-122-1 Wikidata  | Friedhofsmauer    |
| Hauptstraße 64; Hauptstraße 66 (Standort) | Sandsteinkruzifix                          | 1757, erneuert | D-6-76-122-1 Wikidata  | Sandsteinkruzifix |
| Hochberg (Standort)                       | Lourdesgrotte                              | künstliche Grotte mit eingestellter Marienfigur, Bruchstein, 1916, erneuert 1963 | D-6-76-122-15 Wikidata | Lourdesgrotte     |
| Hohler Stein (Standort)                   | Bildstock                                  | gemauertes Bildhäuschen, Sandstein, bez. 1935, erneuert | D-6-76-122-11 Wikidata | Bildstock         |
| Mainstraße 5 (Standort)                   | Bildstock                                  | Pfeiler mit Reliefaufsatz 'Kreuzigungsgruppe', Beschlagwerkornament, Volutengiebel und Kreuzbekrönung, Sandstein, Spätrenaissance, 1. H. 17. Jahrhundert | D-6-76-122-6 Wikidata  | Bildstock         |
| Nähe Altdorfstraße (Standort)             | Kreuz                                      | Tischsockel mit Kruzifix aus Sandstein, am Stamm Reliefs 'hl. Stephanus' u. 'hl. Sebastian', Sandstein, bez. 1678 (nicht 1624). Gestiftet von Dieter Diepolt († 1676), der seine Frau Margarete Diepolt 1629 in einem Hexenprozess und seine Kinder Ottilie und Michael 1632 durch die Pest verloren hatte. Die Inschrift im Sockel deutet die großen Schmerzen an, die er erleiden musste. | D-6-76-122-2 Wikidata  | Kreuz             |
| Nähe Friedhofsweg (Standort)              | Kreuzigungsgruppe                          | Inschriftsockel mit Kruzifix, Sandstein, bez. 1857, Korpus erneuert, Assistenzfiguren auf eigenen Sockeln, Sandstein, 2. H. 19. Jahrhundert | D-6-76-122-12 Wikidata | weitere Bilder    |
| Nähe Friedhofsweg (Standort)              | Gefallenendenkmal                          | Reihung von Wandtafeln und Stelen mit den Namen der Gefallenen der beiden Weltkriege und eingestellter Block mit Relief des auferstandenen Christus, Friedhofstor mit Inschrift, Sandstein, 1921, erneuert 1956, erweitert 1978 | D-6-76-122-7 Wikidata  | weitere Bilder    |
| Hauptstrasse (Standort)                   | Gefallenendenkmal                          | Sandsteinsockel mit 'Maria Immaculata', Gussstein, nach 1920 | D-6-76-122-3 Wikidata  | Gefallenendenkmal |
| Nähe Klingenberger Straße (Standort)      | Bildstock                                  | Inschriftsockel mit Pfeiler und Tonnendach-Nischenaufsatz mit Kreuzbekrönung, Sandstein, bez. 1726, erneuert | D-6-76-122-9 Wikidata  | Bildstock         |
| Nähe Mainstraße (Standort)                | Bildstock                                  | Tischsockel mit Inschrift und Voluten-Reliefaufsatz 'Pietà' mit Cherub und Kreuzbekrönung, Sandstein, bez. 1698 | D-6-76-122-5 Wikidata  | Bildstock         |
| Orgel (Standort)                          | Kruzifix                                   | Korpus eines nicht mehr vorhandenen Kruzifix, Sandstein, 1857 | D-6-76-122-14 Wikidata | BW                |
| Turmweinberg (Standort)                   | Bildhäuschen                               | Sandstein, bez. 1720, erneuert 1983 | D-6-76-122-10 Wikidata | Bildhäuschen      |

### Mechenhard
| Lage                               | Objekt                            | Beschreibung | Akten-Nr.              | Bild     |
| ---------------------------------- | --------------------------------- | --- | ---------------------- | -------- |
| Am Dicken Rain (Standort)          | Wegkapelle                        | kleiner Satteldachbau auf rechteckigem Grundriss mit verschiefertem Pyramidenhelm-Dachreiter, offene Vorhalle mit Spitzbogenöffnungen und Satteldach, verputztes Mauerwerk mit Sandsteinkanten und -rahmungen, neugotisch, bez. 1859, versetzt 1953                                       | D-6-76-122-17 Wikidata | BW       |
| Hinter der Ruhbank (Standort)      | Bildstock                         | Inschriftpostament und Säule mit Beschlagwerkornament sowie modern ergänztem Tonnendachreliefaufsatz 'Madonna', Sandstein, bez. 1731; Ruhbank, einfache Stützen- und Lagerkonstruktion, Sandstein, 18. /19. Jahrhundert                                                                   | D-6-76-122-21 Wikidata | BW       |
| Mechenharder Straße 150 (Standort) | Katholische Pfarrkirche St. Josef | Saalkirche mit Satteldach und verschiefertem Glockendach-Dachreiter, verputztes Mauerwerk mit sparsamen Sandsteingliederungen, barock, bez. 1752, verbreiternde Erweiterung an Stelle des barocken Chores und neuer eingezogener flach schließender Chor, Walmdach, 1957; mit Ausstattung | D-6-76-122-16 Wikidata | BW       |
| Mechenharder Straße 150 (Standort) | Friedhofskreuz                    | Tischsockel mit Kruzifix, Sandstein, bez. 1748, erneuert | D-6-76-122-16 Wikidata | BW       |
| Müllersweg (Standort)              | Bildstock                         | Pfeiler mit Tonnendach-Reliefaufsatz 'Kreuzigungsgruppe', Sandstein, bez. 1611 | D-6-76-122-19 Wikidata | BW       |
| Ober'm Bannholz (Standort)         | Wegkreuz                          | Tischsockel mit Kruzifix, Sandstein, bez. 1857, teilweise erneuert; Ruhbank, einfache Sandsteinkonstruktion, 18./19. Jahrhundert | D-6-76-122-20 Wikidata | Wegkreuz |
| Schäfergasse 4 (Standort)          | Bildstock                         | Tischsockel, Sandstein, bez. 1766, Pfeiler mit Nischenaufsatz erneuert | D-6-76-122-22 Wikidata | BW       |
| Schippacher Straße (Standort)      | Tischsockel                       | mit Pfeiler und Tonnendach-Nischenaufsatz, Sandstein, 1850 | D-6-76-122-18 Wikidata | BW       |
| Setzlingsgasse (Standort)          | Bildstock                         | Tischsockel mit Pfeiler und Tonnendach-Nischenaufsatz, Sandstein, 1850 | D-6-76-122-23 Wikidata | BW       |

### Streit
| Lage                                     | Objekt                                      | Beschreibung | Akten-Nr.              | Bild                                        |
| ---------------------------------------- | ------------------------------------------- | --- | ---------------------- | ------------------------------------------- |
| Kirchplatz 2 (Standort)                  | Ehem. Schul- und Gemeindehaus               | freistehender eingeschossiger Satteldachbau über hohem Sockel, zurückhaltend gegliederter Sandsteinquaderbau, um 1887 | D-6-76-122-25 Wikidata | weitere Bilder                              |
| Kirchplatz; Streiter Straße 5 (Standort) | Katholische Filialkirche St. Karl-Borromäus | Saalkirche mit eingezogenem dreiseitig schließendem Chor und Satteldach, vorgestellter Turm über quadratischem Grundriss mit kurzem verschiefertem Spitzhelm, unverputztes Sandsteinmauerwerk mit sparsamen Werksteinkanten und -rahmungen, neugotisch, 1887; mit Ausstattung | D-6-76-122-24 Wikidata | Katholische Filialkirche St. Karl-Borromäus |
| Nähe Mechenharder Straße (Standort)      | Bildstock                                   | Volutensäule mit Kreuzdach-Nischenaufsatz und Kreuzbekrönung, Sandstein, Spätrenaissance, bez. 1626, Renovierung bez. 1974 | D-6-76-122-26 Wikidata | weitere Bilder                              |